# Germán Herrera
Germán Gustavo Herrera oder kurz Germán Herrera (* 19. Juli 1983 in Santa Fe) ist ein ehemaliger Fußballspieler aus Argentinien.

## Karriere

### Verein
Herrera erlernte das Fußball-ABC in der Nachwuchsabteilung von Rosario Central, ehe er 2002 in deren Profikader wechselte. Dort kam er regelmäßig zu Einsätzen. Nach zwei Spielzeiten zog es den Offensivspieler zu Ligakonkurrent CA San Lorenzo de Almagro. Schnell erspielte er sich hier einen Stammplatz. Nach erneut zwei Jahren entschieden sich Herrera und San Lorenzo zu einem Leihgeschäft mit dem brasilianischen Klub Grêmio Porto Alegre. Gute Leistungen zogen damals die Aufmerksamkeit europäischer Teams auf den Angreifer. So kam es, dass Herrera in der Winterpause 2006/07 zum spanischen Klub Real Sociedad San Sebastián wechselte. Dort gab er am 21. Januar 2007 sein Ligadebüt in der Primera División gegen den FC Valencia. Damals wurde er in der 71. Minute für Gari Uranga eingewechselt. Auch sein letztes Spiel für Real Sociedad absolvierte er gegen den FC Valencia, am 17. Juni 2006. Den Durchbruch schaffte er allerdings nicht und so zog es ihn bald wieder zum alten Klub nach San Lorenzo, in die argentinische Heimat. Hier hielt es Herrera aber nicht lange und nach einem kurzen Intermezzo entschied er sich zu einem Transfer zu Ligakonkurrent Gimnasia y Esgrima de La Plata. Doch dort verlief die sportliche Entwicklung eher bescheiden, genauso wie die des Klubs. Weder unter Francisco Maturana, noch unter Julio César Falcioni wusste der Angreifer zu überzeugen und so war das Kapitel schnell wieder beendet und der Offensivspieler wechselte 2008 auf Leihbasis nach Brasilien zu Corinthians São Paulo. Beim damaligen Zweitligisten fand er seinen Torinstinkt wieder und war zusammen mit Sturmkollegen Dentinho mit 14 Treffern bester Angreifer seines Teams. Am Saisonende stieg die Mannschaft aus der Série B in die Série A auf. Zur neuen Spielzeit wurde Herrera erneut von Grêmio Porto Alegre verpflichtet. Zum Jahresbeginn 2010 er an Botafogo FR verliehen und ein Jahr später fest von dem Klub übernommen.
Anfang Juli 2012 wechselte Herrera in die VAE zum Emirates Club. Drei Jahre später kehrte er nach Brasilien zurück, wo er im Juli 2015 beim CR Vasco da Gama aus Rio de Janeiro ankam. Nach Beendigung der Série A 2015 Anfang Dezember kehrte Herrera in seine Heimat zurück. Im Januar 2016 er erhielt wieder einen Kontrakt bei Rosario Central. Im Mai 2019 bestritt er in der Copa Libertadores 2019 sein letztes Profispiel.

### Nationalmannschaft
Herrera war U-20-Nationalspieler Argentiniens. In zwölf Spielen gelangen dem Angreifer vier Treffer. Mit diesen nahm er 2003 an der Junioren-Fußballweltmeisterschaft teil. Dort kam er zu sieben Einsätzen und einem Treffer während des Turnierverlaufs. Im Halbfinale schied die Mannschaft gegen den späteren Sieger Brasilien mit 0:1 aus. Auch im Spiel um Platz drei ging das Team als Verlierer vom Platz.

## Erfolge
Corinthians
- Série B: 2008
- Copa do Brasil: 2009

Botafogo
- Staatsmeisterschaft von Rio de Janeiro: 2010

Rosario Central
- Copa Argentina: 2017/18